# Oxymacaria odontias
Oxymacaria odontias là một loài bướm đêm trong họ Geometridae.